# Alcantarilla (España)
Alcantarilla es un municipio y ciudad española de la Región de Murcia. Su término municipal tiene una extensión de 16,24 km² y su población es de 43 547 habitantes (INE 2024). con una densidad de población de 2545 hab/km², que es la más alta de la región. Alcantarilla forma parte del área metropolitana de Murcia.
En las proximidades de su término municipal se asienta la Base Aérea de Alcantarilla, base del EZAPAC (Escuadrón de Zapadores Paracaidistas del Ejército del Aire) y de la Escuela Militar de Paracaidismo Méndez Parada.

## Toponimia
El nombre del municipio proviene del árabe Al-Qantara, que significa «puente». Posiblemente se trata del Qantara-Askaba al que alude Al-Idrisi en el siglo XII, situándolo entre Murcia y Librilla, en el camino de Almería, y que también mencionan Al-Udri y Al-Himyari.
La transcripción que propone Hernández Carrasco añade a la palabra Al-Qantar(a) el sufijo romance illa (el puentecillo), teniendo en cuenta que en castellano medieval la palabra puente se usó mayoritariamente en femenino.

## Historia

### Del asentamiento íbero a la conquista castellana

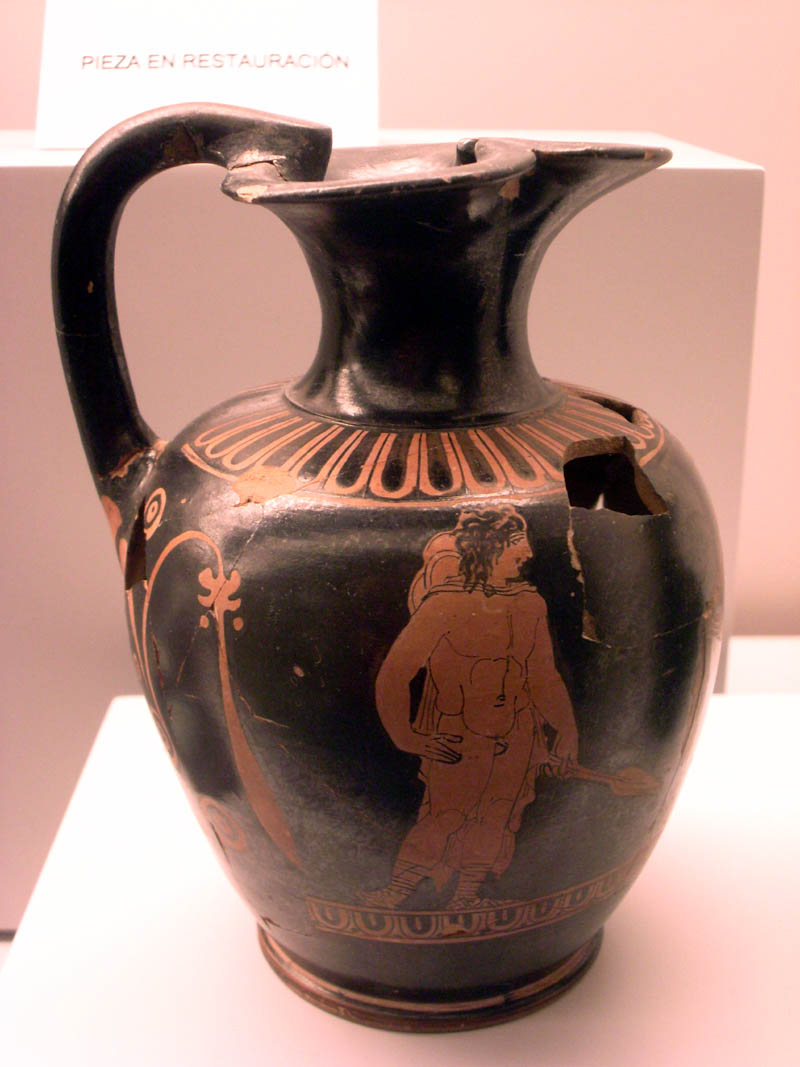
Oinochoe de origen griego, encontrado en el yacimiento íbero de Alcantarilla. Expuesto en el Museo Arqueológico de Murcia

La presencia de población en el actual emplazamiento de la villa se remonta al siglo V a. C., es decir, unos 2500 años atrás en el tiempo. Por aquel entonces ya se tiene constancia de un asentamiento íbero en la zona, probablemente, aprovechando la proximidad de los ríos Segura y Guadalentín. Es importante recordar que en 1964 se encontraron restos arqueológicos íberos en Alcantarilla y se cree, incluso, que bajo la calle Hurtado Lorente puede ubicarse una antigua necrópolis o cementerio de este antiguo pueblo peninsular.
A finales del siglo III a. C. los romanos invaden la Península tras la II Guerra Púnica contra los cartagineses, quienes ya habían fundado Carthago Nova, la actual Cartagena. Tras el cambio de dominio como consecuencia de la victoria romana, todo el sudeste español pasa a integrarse en la Hispania Citerior, perteneciente a la provincia romana de Hispania, que englobaba los actuales España y Portugal. La población del antiguo asentamiento íbero se trasladó al paraje del Agua Salá. Esta zona era especialmente fértil para los cultivos por el meandro que el Segura hace a esa altura y por el manantial de aguas medicinales que brota a pocos metros.
Además, la presencia cercana de una vía romana que cruzaba el Segura en sus proximidades (posiblemente con un puente de barcas), dio prosperidad y auge al emplazamiento.
A partir del siglo VIII, los musulmanes se referirán a ella como Al-Qantara-Ascaba, es decir, el puente de barcas, aprovechando las vías de comunicación de romanos y visigodos y, ante la fertilidad de las tierras de la Vega Media del Segura, propulsaron un complejo sistema de regadío basado en aprovechamientos hídricos anteriores que daría lugar, entre otras, a la acequia Mayor Alquibla, de la cual, la Rueda de Alcantarilla y su acueducto son sus elementos más representativos, junto al histórico puente de las Pilas.
Al-Qantara-Ascaba se convirtió en una próspera localidad agraria y conservó su estatus como nudo de transportes llegado el siglo XIII, cuando la Reconquista alcanza el sur peninsular. En 1243 la taifa de Murcia es integrada como protectorado en la Corona de Castilla en virtud del Tratado de Alcaraz.
En 1266 Al-Qantara cae definitivamente en poder cristiano, castellanizándose su nombre a Alcantarilla. Tras un periodo en el que perteneció al jefe mudéjar de la Arrixaca de Murcia, el pueblo quedaría bajo dominio de la reina doña Violante de Aragón, por orden de su marido, Alfonso X, el cual la donó años después (en 1283) al concejo de Murcia con la condición de que la población mudéjar de la misma pasara a ser cristiana. Tras la muerte del rey sabio, Sancho IV la donaría a su esposa, María de Molina. Tras el fallecimiento de esta en 1321, acabaría en manos de la diócesis de Cartagena.

### Finales de la Edad Media y Edad Moderna
En 1437 se ve confirmado el control de Alcantarilla por parte de la diócesis frente a las reclamaciones del concejo de Murcia, poseyendo un término de 5'53 kilómetros cuadrados (hoy mayor tras la cesión de 10'2 km² producida en 1987) que quedó como un enclave dentro del municipio de Murcia.
En 1545 se produjo una gran riada del Segura y el Guadalentín, inundando diversas poblaciones de la huerta. Alcantarilla sería prácticamente destruida. Sus habitantes en aquel momento decidieron reconstruirla en una zona cercana más elevada, en lo que hoy es el barrio de San Pedro, quedando abandonado el antiguo emplazamiento.
En 1580, Felipe II incorporó de nuevo la villa a la Corona, desvinculándola de la diócesis, con el fin de venderla al noble genovés Lázaro de Usodemar. El señorío de los Usodemar desapareció en 1677, volviendo Alcantarilla a la Corona en 1698, tras años de disputa por su jurisdicción.

### Edad Contemporánea
En 1812, año en que se proclama la primera Constitución española, quedan abolidos los señoríos y se constituyen los Ayuntamientos o Consistorios, como el alcantarillero.

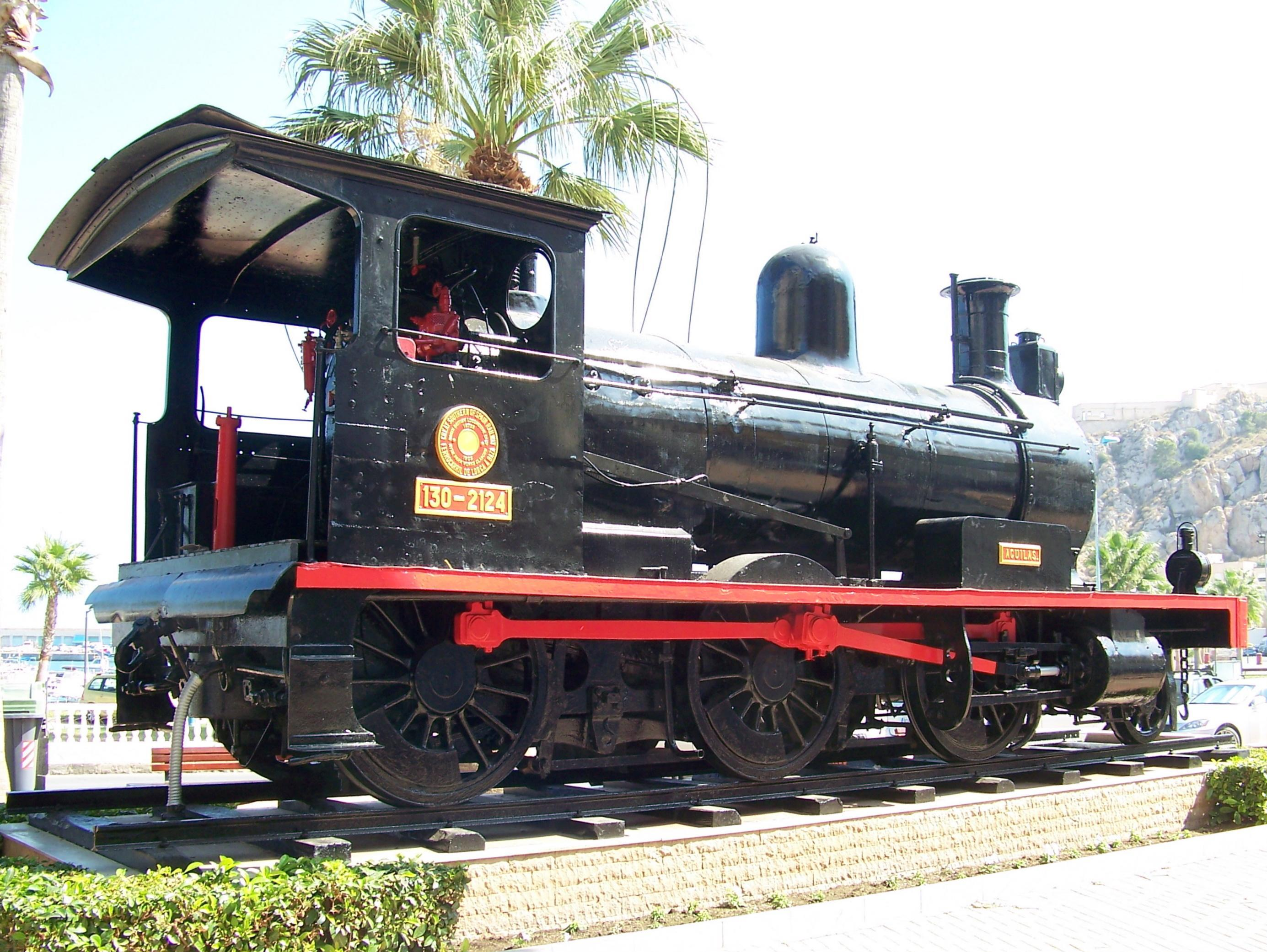
Locomotora 130-2124 (en Águilas), de The Great Southern of Spain Railway Company Limited, concesionaria de la línea del Ferrocarril del Almanzora, que unía las ciudades de Murcia y Granada. Fue inaugurada en 1885. El punto de inicio de esta línea fue la estación (ya demolida) de Alcantarilla-Campoamor, hoy sustituida por el apeadero de Alcantarilla-Los Romanos

La última parte del siglo XIX y gran parte del XX son especialmente prósperos para Alcantarilla. Hacia 1864 el ferrocarril llega a la ciudad tras la ampliación de la línea Chinchilla-Cartagena más allá del primer tramo inaugurado, el de Murcia-Cartagena.
Tras la inauguración de la línea Alcantarilla-Lorca en 1885, inicio de lo que sería el Ferrocarril Murcia-Granada, el municipio se convierte en el punto de bifurcación de la red quedando como nudo de transportes de primer nivel, a lo que hay que sumarle la red viaria, el tranvía hasta Murcia y la apertura de fábricas que convirtieron a la Real Villa en uno de los enclaves poblacionales más prósperos del sudeste español. Es la llamada Alcantarilla industrial.
Así, en 1897 se abre en suelo local una de las primeras conserveras vegetales de la Región, cuando se le concedió licencia al empresario mallorquín Juan Esteva. De hecho, su fábrica aún preside la entrada al pueblo, muy cerca de la plaza de España.
Destaca igualmente, el primer almacén de distribución al por mayor de productos farmacéuticos, tanto para Alcantarilla como para el resto de la Región de Murcia, junto con otros como aceites, harinas, cereales, salazones y coloniales y cuyo local situado en la calle Mayor n.º 77 y 79, era propiedad del industrial y comerciante José Alemán Pérez.
A diferencia de otros lugares de la zona, los alcantarilleros no se limitaron al cultivo de la huerta, sino que, grandes fábricas procesaron productos venidos de todos los campos de los alrededores. Plantas como las de Esteva, Luis Salas, los hermanos Cobarro, la Familia Caride y, por supuesto, HERO España, convirtieron el enclave en una próspera ciudad industrial. A ellos hay que sumar la fábrica de envases de Ángel Galindo, tras cuyo derribo surgió el ensanche de Campoamor.
La Base Aérea o la cercana Fábrica Nacional de Pólvoras, al otro lado del Río, dieron aún más auge a la zona donde llegaban cada día por ferrocarril, tranvía, carro o barca personas de kilómetros a la redonda para trabajar en la ciudad. La prosperidad para los dueños de las fábricas fue tal que se construyeron también bellas residencias, siguiendo el estilo modernista propio de la era industrial. Ejemplo son la Casa de Cobarro, en la esquina con la calle de las Eras; o la Casa Vicent, aún en pie, en la esquina con la plaza de la Constitución. También algunos panteones del cementerio municipal, del mismo estilo.

Agosto-septiembre 1936

Alcantarilla, al situarse en el bando republicano que luchó contra el Golpe de Estado de julio de 1936 del bando sublevado de Franco, formó parte del Servicio de Aviación y Fabricación (SAF), la organización técnica encargada de la fabricación y mantenimiento del equipo aéreo de las FARE (Fuerzas Aéreas de la República Española), concretamente del SAF-2: situada en distintos centros de Murcia, Alcantarilla y El Palmar, encargados de la reparación de aviones y fabricación de repuestos (aprovechando la cercanía de la vía férrea), y fue Sede de la escuela elemental de vuelo de la República. El municipio poseía objetivos militares (Fábrica de la Pólvora, Base aérea, Brigada de Paracaidismo de Javalí Nuevo...)

## Geografía

Término municipal de Alcantarilla respecto a la Región de Murcia

Integrado en la comarca de la Huerta de Murcia, se sitúa a 10 kilómetros del centro de la ciudad de Murcia. El término municipal está atravesado por la autovía del Mediterráneo (A-7) y por la carretera N-340a entre los pK 643 y 653, además de por la autovía RM-15, que se dirige hacia Mula y que tiene continuación por la autovía de circunvalación MU-30, por la carretera N-344, que conecta con Molina de Segura, por la carretera regional RM-560, que conecta también con Molina de Segura, y por la carretera RM E-4, que permite la comunicación con la pedanía murciana de San Ginés.
El relieve del municipio es predominantemente llano, por la cercanía del río Segura, que hace de límite con el municipio de Murcia, aunque al noroeste, unas pequeñas elevaciones alcanzan los 200 metros de altitud. Así, la altitud oscila entre los 202 metros (cerro Estaca) y los 50 metros a orillas del río Segura. El centro urbano se alza a 67 metros sobre el nivel del mar.

### Localidades limítrofes
El término municipal de Alcantarilla está rodeado en su totalidad por el de Murcia, y linda con las siguientes pedanías murcianas:
| Noroeste: Cañada Hermosa   | Norte: Javalí Nuevo    | Noreste: Javalí Viejo             |
| Oeste: Cañada Hermosa      |                        | Este: Puebla de Soto y Nonduermas |
| Suroeste Sangonera la Seca | Sur: Sangonera la Seca | Sureste: San Ginés                |

### Clima
| Parámetros climáticos promedio de Base Aérea de Alcantarilla (normales 1991-2020) | Parámetros climáticos promedio de Base Aérea de Alcantarilla (normales 1991-2020) | Parámetros climáticos promedio de Base Aérea de Alcantarilla (normales 1991-2020) | Parámetros climáticos promedio de Base Aérea de Alcantarilla (normales 1991-2020) | Parámetros climáticos promedio de Base Aérea de Alcantarilla (normales 1991-2020) | Parámetros climáticos promedio de Base Aérea de Alcantarilla (normales 1991-2020) | Parámetros climáticos promedio de Base Aérea de Alcantarilla (normales 1991-2020) | Parámetros climáticos promedio de Base Aérea de Alcantarilla (normales 1991-2020) | Parámetros climáticos promedio de Base Aérea de Alcantarilla (normales 1991-2020) | Parámetros climáticos promedio de Base Aérea de Alcantarilla (normales 1991-2020) | Parámetros climáticos promedio de Base Aérea de Alcantarilla (normales 1991-2020) | Parámetros climáticos promedio de Base Aérea de Alcantarilla (normales 1991-2020) | Parámetros climáticos promedio de Base Aérea de Alcantarilla (normales 1991-2020) | Parámetros climáticos promedio de Base Aérea de Alcantarilla (normales 1991-2020) |
| Mes                                                                               | Ene.                                                                              | Feb.                                                                              | Mar.                                                                              | Abr.                                                                              | May.                                                                              | Jun.                                                                              | Jul.                                                                              | Ago.                                                                              | Sep.                                                                              | Oct.                                                                              | Nov.                                                                              | Dic.                                                                              | Anual                                                                             |
| --------------------------------------------------------------------------------- | --------------------------------------------------------------------------------- | --------------------------------------------------------------------------------- | --------------------------------------------------------------------------------- | --------------------------------------------------------------------------------- | --------------------------------------------------------------------------------- | --------------------------------------------------------------------------------- | --------------------------------------------------------------------------------- | --------------------------------------------------------------------------------- | --------------------------------------------------------------------------------- | --------------------------------------------------------------------------------- | --------------------------------------------------------------------------------- | --------------------------------------------------------------------------------- | --------------------------------------------------------------------------------- |
| Temp. máx. media (°C)                                                             | 16.8                                                                              | 18.2                                                                              | 21.0                                                                              | 23.5                                                                              | 27.1                                                                              | 31.5                                                                              | 34.4                                                                              | 34.5                                                                              | 30.4                                                                              | 25.9                                                                              | 20.3                                                                              | 17.1                                                                              | 25.1                                                                              |
| Temp. media (°C)                                                                  | 10.5                                                                              | 11.8                                                                              | 14.2                                                                              | 16.6                                                                              | 20.2                                                                              | 24.4                                                                              | 27.4                                                                              | 27.7                                                                              | 24.1                                                                              | 19.7                                                                              | 14.4                                                                              | 11.2                                                                              | 18.5                                                                              |
| Temp. mín. media (°C)                                                             | 4.2                                                                               | 5.4                                                                               | 7.4                                                                               | 9.8                                                                               | 13.3                                                                              | 17.3                                                                              | 20.4                                                                              | 21.0                                                                              | 17.7                                                                              | 13.6                                                                              | 8.4                                                                               | 5.2                                                                               | 12.0                                                                              |
| Precipitación total (mm)                                                          | 29.7                                                                              | 21                                                                                | 31.8                                                                              | 26.7                                                                              | 21.1                                                                              | 16.2                                                                              | 1.9                                                                               | 10.9                                                                              | 40.2                                                                              | 26.7                                                                              | 31.1                                                                              | 31.8                                                                              | 289.1                                                                             |
| Fuente: Agencia Estatal de Meteorología (medias y precipitación 1991-2020)        |                                                                                   |                                                                                   |                                                                                   |                                                                                   |                                                                                   |                                                                                   |                                                                                   |                                                                                   |                                                                                   |                                                                                   |                                                                                   |                                                                                   |                                                                                   |

### Barrios
Ciudad Vieja
- San Pedro: es el barrio noble de la ciudad.[cita requerida] En él se encuentra el Ayuntamiento, algunas sedes de los bancos, la iglesia de San Pedro Apóstol y la plaza homónima, así como muchos de los monumentos civiles y el tramo este de la calle Mayor. También la plaza del Olmo, en la calle de San Sebastián, una placita rodeada de casas de colores con un centenario olmo en el centro.
- San Roque: donde se localiza el casco antiguo de Alcantarilla. En agosto tienen lugar las fiestas más antiguas de la Villa. Su iglesia fue usada como cárcel durante la Guerra Civil y ha sido restaurada durante el año 2009 con una aportación aproximada del Ayuntamiento de 410.000 euros.[8]

Ciudad Nueva
- Campoamor: abarca el tramo oeste de la calle Mayor y es el barrio nuevo de la ciudad, correspondiente al ensanche que surgió en los años sesenta del siglo XX tras derribar algunas importantes fábricas, como las de Cobarro y Galindo. A lo largo de algunas calles del corazón del barrio se sitúan los puestos del otro mercado semanal de la ciudad, situado en el barrio de la Torrica. Ambos son los miércoles.
- San José Obrero: Conocido como "la ciudad sin ley", es un barrio periférico situado más allá de la avenida del Príncipe (el "desvío"). Actualmente se encuentra inmerso en un proceso de remodelación total tras las obras y derribos realizados en la plaza de Pío XII siendo uno de los más problemáticos de la ciudad. En este barrio habitan, mayoritariamente, personas de etnia gitana.
- Vistabella.
- Cabezo Verde.
- Cabezo Negro.
- Las Tejeras: levantado sobre una antigua fábrica de tejas. De ahí su nombre. En él se celebran desde hace décadas las fiestas de la Paz en la ermita del mismo nombre. En ella, a principios del siglo XX, se encontró bajo el Altar una escalinata de bajaba a un pasadizo que llevaba hasta el Paraje de l'Agua Salá. Se desconoce su origen. Actualmente esta ermita y la mansión aledaña están en un grave estado de deterioro.
- Florentino Gómez: es un barrio caracterizado por grandes bloques de pisos. Situado en sus comienzos a las afueras de la ciudad actualmente es un barrio plenamente integrado en el pueblo tras la construcción de nuevos accesos al polígono industrial Oeste así como multitud de edificios de nueva construcción. En él tienen lugar las Fiestas del Carmen.
- Santa Rosa de Lima.
- La Torrica: es un barrio de reciente expansión situado en el entorno del Museo Etnológico de la Huerta. En las inmediaciones del barrio se encuentra la nueva localización del mercado semanal (antes en el barrio de San Pedro), compuesto por casi 300 puestos.
- Cayitas: barrio surgido tras derribar la Fábrica de la Esencia y en torno al histórico Tribunal de la Inquisición o Casa de las Cayitas.
- El Potrox.
- El Llano.

### Contaminación atmosféricayaccidentes químicos
Como consecuencia de la gran presión ambiental, química e industrial que sufre el municipio, sus habitantes detectan a menudo problemas respiratorios, olores insoportables y picor o sabor ácido en las vías respiratorias. Durante 2008 y los primeros seis meses de 2009, se denunciaron varias veces los altos niveles de contaminación por benceno y tolueno (dos sustancias tóxicas y cancerígenas) que se registraban en esta localidad, tal como reflejaban los datos de los medidores de emisiones de la zona. “Hubo días en los que los registros subieron hasta 36 veces por encima del valor límite promedio”, afirmó un integrante de un colectivo conservacionista.
En 2014 volvió a producirse un grave episodio de contaminación del que todos los medios se hicieron eco. La gravedad llegó hasta el punto de tener que desalojar uno de los institutos de Alcantarilla que se encuentra más próximo a la fábrica que emite estos gases. En la actualidad, los vecinos siguen luchando por solucionar este conflicto que afecta de manera muy negativa a Alcantarilla.
Sucesos altamente contaminantes como el accidente por un incendio de grandes dimensiones en una fábrica de material químico de farmacia en Alcantarilla (Novochem, propiedad de Bayer), en el que se desplazaron hasta el lugar de los hechos efectivos de los parques de bomberos de Alcantarilla, Molina, Mula y Alhama, solicitando apoyo a los bomberos de Murcia y Cartagena. Además, también se encontraba en el lugar de los hechos el helicóptero de Protección Civil, y hasta una UME (Unidad Militar de Emergencias).
El 9 de enero de 2012 se produjo una explosión de cerca de 12 toneladas de pólvora en una pedanía limítrofe con Alcantarilla (Javalí Viejo) y un llamativo incendio en el interior de la fábrica de "General Dynamics - Expal (Explosivos Alaveses)". Aunque no hubo que lamentar heridos, la columna de humo llegó a alcanzar los veinte metros de altura y despertó la alarma entre los vecinos de la zona.
Se trasladaron a las instalaciones dos dotaciones de bomberos con base en Alcantarilla, veinticinco bomberos del Consorcio de Extinción y Salvamento y del Servicio de Extinción de Incendios y Salvamento (SEIS) del Ayuntamiento de Murcia a bordo de ocho vehículos, alguno de ellos con grúa. Hasta el lugar se trasladaron el consejero de Presidencia, Manuel Campos Sánchez, y el director de Emergencias, Luis Gestoso. Ambos destacaron la rápida respuesta de los efectivos desplazados y el correcto funcionamiento del plan de emergencias interno de la empresa. Plan que, casualmente, se había aprobado con la Comunidad apenas unos días antes.
El Cuerpo Nacional de Policía ha abierto una investigación para tratar de esclarecer los motivos de la explosión y el incendio en la antigua Fábrica de la Pólvora, cuyas instalaciones pertenecen al Ministerio de Defensa. La alarma de los vecinos era evidente, pues no fue la única explosión.
Para proteger a la población ante estas amenazas ambientales u otros potenciales contaminantes químicos, que incluso han llegado a situar a Alcantarilla entre los municipios con más alta tasa de riesgo de padecer cáncer según el Atlas Municipal de Mortalidad por Cáncer en España, se ha tomado la medida de poner unas sirenas que pondrán solución a tales escapes contaminantes.
A pesar de las emisiones tóxicas y de la contaminación atmosférica que disparan los registros, la población se va solidarizando con los que más los sufren, realizando actos, marchas y diversas actividades como por ejemplo, contra el cáncer de mama.

## Administración y política
| Periodo   | Nombre                        | Partido | Partido                                               |
| --------- | ----------------------------- | ------- | ----------------------------------------------------- |
| 1979-1987 | Francisco Zapata Conesa       |         | Partido Socialista de la Región de Murcia (PSRM-PSOE) |
| 1987-1995 | Pedro Manuel Toledo Valero    |         | Partido Socialista de la Región de Murcia (PSRM-PSOE) |
| 1995-2015 | Lázaro Mellado Sánchez        |         | Partido Popular (PP)                                  |
| 2015-2025 | Joaquín Ricardo Buendía Gómez |         | Partido Popular (PP)                                  |
| 2025-act. | Francisca Terol Cano          |         | Partido Popular (PP)                                  |

| Partido político                                      | 2023   | 2023  | 2023       | 2019  | 2019  | 2019       | 2015  | 2015  | 2015       | 2011  | 2011  | 2011       | 2007   | 2007  | 2007       |
| Partido político                                      | Votos  | %     | Concejales | Votos | %     | Concejales | Votos | %     | Concejales | Votos | %     | Concejales | Votos  | %     | Concejales |
| Partido Popular (PP)                                  | 10 481 | 55,76 | 13         | 9472  | 51,43 | 12         | 6702  | 35,80 | 8          | 9252  | 46,85 | 11         | 11 321 | 59,25 | 13         |
| Partido Socialista de la Región de Murcia (PSRM-PSOE) | 4423   | 23,53 | 5          | 4675  | 25,38 | 6          | 4472  | 23,89 | 5          | 5167  | 26,17 | 6          | 6314   | 33,05 | 7          |
| Vox                                                   | 2809   | 14,94 | 3          | 1065  | 5,78  | 1          | —     | —     | —          | —     | —     | —          | —      | —     | —          |
| Izquierda Unida (IU)                                  | 359    | 1,90  | 0          | 435   | 2,36  | 0          | 1509  | 8,06  | 2          | 1159  | 5,87  | 1          | 1179   | 6,17  | 1          |
| Ciudadanos (CS)                                       | 166    | 0,88  | 0          | 1465  | 7,95  | 2          | 3594  | 19,20 | 4          | —     | —     | —          | —      | —     | —          |
| Cambiemos Alcantarilla                                | —      | —     | —          | —     | —     | —          | 1727  | 9,22  | 2          | —     | —     | —          | —      | —     | —          |
| Centro Democrático Liberal (CDL)                      | —      | —     | —          | —     | —     | —          | —     | —     | —          | 2617  | 13,25 | 3          | —      | —     | —          |

## Demografía
Alcantarilla cuenta con una población de 43 547 habitantes (INE 2024).

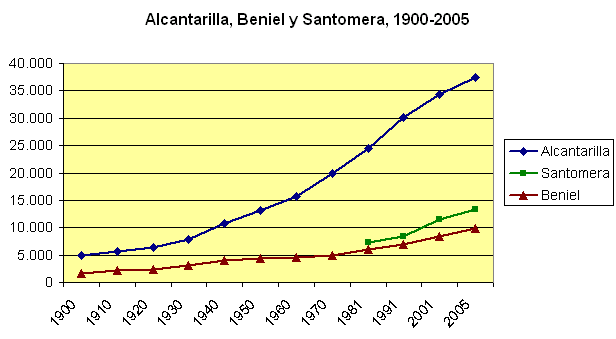
Evolución demográfica de Alcantarilla en el contexto de los municipios de la Huerta de Murcia (excluida la capital)

| Gráfica de evolución demográfica de Alcantarilla entre 1842 y 2021                                                  |
| |
| Población de derecho según los censos de población del INE Población de hecho según los censos de población del INE |

## Economía
La ciudad de Alcantarilla hace aportaciones importantes a la economía de la Región de Murcia como pueblo militar, industrial y por la confluencia de varias vías que la convierten en nudo de comunicaciones de primer orden:
- Polígono industrial Oeste: el mayor parque industrial de la península ibérica,[29] compartido con la pedanía murciana de San Ginés. Actualmente se acaba de desarrollar mucho más suelo al sur de la autovía MU-30 (circunvalación de Murcia).
- Polígono industrial Cabezo Verde, situado junto a la avenida Príncipe, antes llamada desvío de Alcantarilla, con 82.000 m² situados entre Javalí Nuevo y Alcantarilla.
- Polígono industrial La Coroneja, saliendo por la avenida Fernando III el Santo, antes carretera de Mula, hasta el nudo de la autovía A-7.
- Lonja de Pescado con nueva ubicación e instalaciones desde 2006, en la que se realiza bastante comercio nacional e internacional.
- Importante expansión urbanística, ya que al encontrarse muy cerca de la capital existe una importante demanda de vivienda, a pesar de su altísima densidad de población.
- Parque Comercial Oeste, situado en el término de Sangonera la Seca (Murcia) cerca del barrio de Las Tejeras de Alcantarilla, compuesto por compañías como la maxitienda francesa de deportes Decathlon, el hipermercado francés E.Leclerc, la Gasolinera E.Leclerc, la multinacional estadounidense de comida rápida McDonald's y otras cadenas de tiendas de moda, calzado, etc. Este parque comercial tiene proyectado disponer de salas de cine, las primeras desde que cerrara el Cine Casablanca a mediados de los años 90.
- Sede de diversas multinacionales alimentarias y químicas como Hero España, la nueva planta de Alvalle (perteneciente a PepsiCo), Bayer, Derivados Químicos, Iberchem, Furfural, Aprofursa, etc.
- Aduana de Nonduermas, talleres de Adif y estación de Murcia-Mercancías, colindante con el término municipal y situado entre las carreteras hacia Murcia y El Palmar, se trata de unas extensas instalaciones ferroviarias (sin electrificar) para diversos usos de los ferrocarriles públicos y con una importante actividad en el tráfico de mercancías desde el puerto de Cartagena hacia el interior peninsular.
- Y cerrando el cinturón de industria que rodea el pueblo se sitúa el vertedero de Cañada Hermosa, famoso por la denuncia de mala gestión por parte de Ecologistas en Acción.[30][31][32][33]

## Servicios

### Transporte
Alcantarilla es un nudo de comunicaciones regional de primer orden.

#### Ferrocarril
La ciudad de Alcantarilla ha tenido una estrecha relación con la Historia de los ferrocarriles españoles debido a las varias estaciones de ferrocarril de la Red ferroviaria española que han prestado servicio a sus ciudadanos y empresas desde hace décadas, llegando a convertirse en un nudo de transporte muy importante en el que enlazaban varias líneas de tren, como el Ferrocarril del Almanzora (antigua línea Granada-Murcia) y la Línea Chinchilla-Cartagena (que comunica la Región de Murcia con el centro de la península).
En 1864 se abrió al público la estación de Alcantarilla-Villa, parada de la línea Chinchilla-Cartagena. Fue un importante núcleo de transportes ya que contaba con terminal de viajeros, hoy cerrada; terminal de carga, hoy cerrada; rotonda giratoria para las locomotoras y trenes no reversibles y muelle de carga tren-camión para mercancías y correos. Disponía además de un ramal que llegaba hasta la llamada fábrica de Galindo.
En 1885 se abre la antigua estación de Campoamor, también conocida como estación de Lorca, que fue cabecera de la línea de explotación privada Alcantarilla-Lorca, que a partir de 1890 se extendió hacia Baza y Granada además del ramal entre Almendricos y Águilas. En 1941 pasa a ser operada por Renfe tras la nacionalización de los ferrocarriles españoles al término de la guerra civil española.
Tras la desaparición de Alcantarilla-Campoamor y su playa de vías en 1985, la línea hacia Lorca se planteó como una continuación de la que viene de Murcia a través del empalme con la línea Chinchilla-Cartagena (en origen en Alcantarilla-Campoamor se tenía que hacer contramarcha para ir de Murcia a Lorca), por lo que se construyó un nuevo apeadero en dicho empalme para dar servicio a los cercanías, el apeadero de Alcantarilla-Los Romanos.
El espacio urbano situado entre las distintas líneas férreas fue denominado "Entrevías".
Ya cerca del polígono industrial Oeste, dentro del municipio de Murcia, encontramos la sede de la Aduana y la estación de Murcia-Mercancías y los talleres de Renfe Operadora, en Nonduermas.
Los servicios actuales en Alcantarilla son:
- Cercanías Renfe: la línea C2 (Murcia del Carmen - Águilas) del núcleo Cercanías Murcia/Alicante tiene parada en la estación de Alcantarilla-Los Romanos.

#### Carreteras
El municipio acoge en su término la autovía del Mediterráneo (A-7), la circunvalación de Murcia (Mu-30), que transcurre en parte soterrada a su paso por Alcantarilla, y el comienzo de la autovía del Noroeste (RM-15). Aparte, pasan las carreteras N-340 y N-344 y varias comarcales con dirección Murcia y Molina de Segura. En su día la avenida del Príncipe fue construida como carretera de circunvalación; hoy, dado el crecimiento urbanístico, esta ha sido integrada en la ciudad.

#### Autobús
Alcantarilla se encuentra incluida en la futura área metropolitana de transporte, que combinará los servicios de autobús urbanos e interurbanos.
Por un lado, presta servicio la siguiente línea urbana de TMP Murciaː
| Línea | Recorrido                                   | Recorrido                         | Recorrido                                                                                 |
| ----- | ------------------------------------------- | --------------------------------- | ----------------------------------------------------------------------------------------- |
| 44    | Sangonera la Seca Polígono industrial Oeste | Alcantarilla - Murcia - Espinardo | Guadalupe - UCAM - La Ñora El Puntal - Urb. La Ladera Cementerio Pol. Ind. Cabezo Cortado |

Por otro lado, las líneas interurbanas se engloban dentro de la marca Movibus, el sistema de transporte público de la Región de Murcia (España), que incluye los servicios de autobús de titularidad autonómica.
| Línea | Recorrido                                                                          | Operador |
| ----- | ---------------------------------------------------------------------------------- | -------- |
| 11    | Alcantarilla - UCAM - Campus de Espinardo                                          | Monbus   |
| 13    | Alcantarilla - Pol. Ind. Oeste - El Palmar                                         | Monbus   |
| 14    | Alcantarilla - Javalí Nuevo - Las Torres de Cotillas - Alguazas - Molina de Segura | Monbus   |

Además de esto, dos líneas regionales pasan por su término municipal, todas procedentes de la estación de autobuses de Murcia:
| Línea     | Recorrido                                               | Operador |
| --------- | ------------------------------------------------------- | -------- |
| MUR-025-5 | Mula - Fuente Librilla - Barqueros - Murcia (a demanda) | Interbus |
| MUR-043-1 | Lorca - Murcia                                          | Interbus |

#### Otros medios de transporte
Antiguamente Alcantarilla estaba comunicada con Murcia por un servicio regular de tranvías que iban desde la plaza de Camachos, en Murcia, hasta la calle del Tranvía, en Alcantarilla, junto a la margen del río Segura. Esta línea fue suprimida hace casi un siglo aunque algunos partidos políticos regionales abogan por su reapertura como metro ligero, y haciendo que el tranvía de Murcia llegue hasta la estación de Alcantarilla-Villa, edificio de estilo modernista que se mantendría para este fin.
Anteriormente a la existencia del tranvía el transporte de viajeros hacia Murcia y otras poblaciones era llevado a cabo por tartanas y jardineras pertenecientes en su mayoría a la familia Ortiz, que también fue la primera que utilizó un vehículo de motor para ese tipo de transporte. Para conocer en profundidad este periodo de la historia del transporte en Alcantarilla puede consultar las publicaciones de la revista La Gaceta de Alcantarilla escritos por Pedro L. Cascales López.

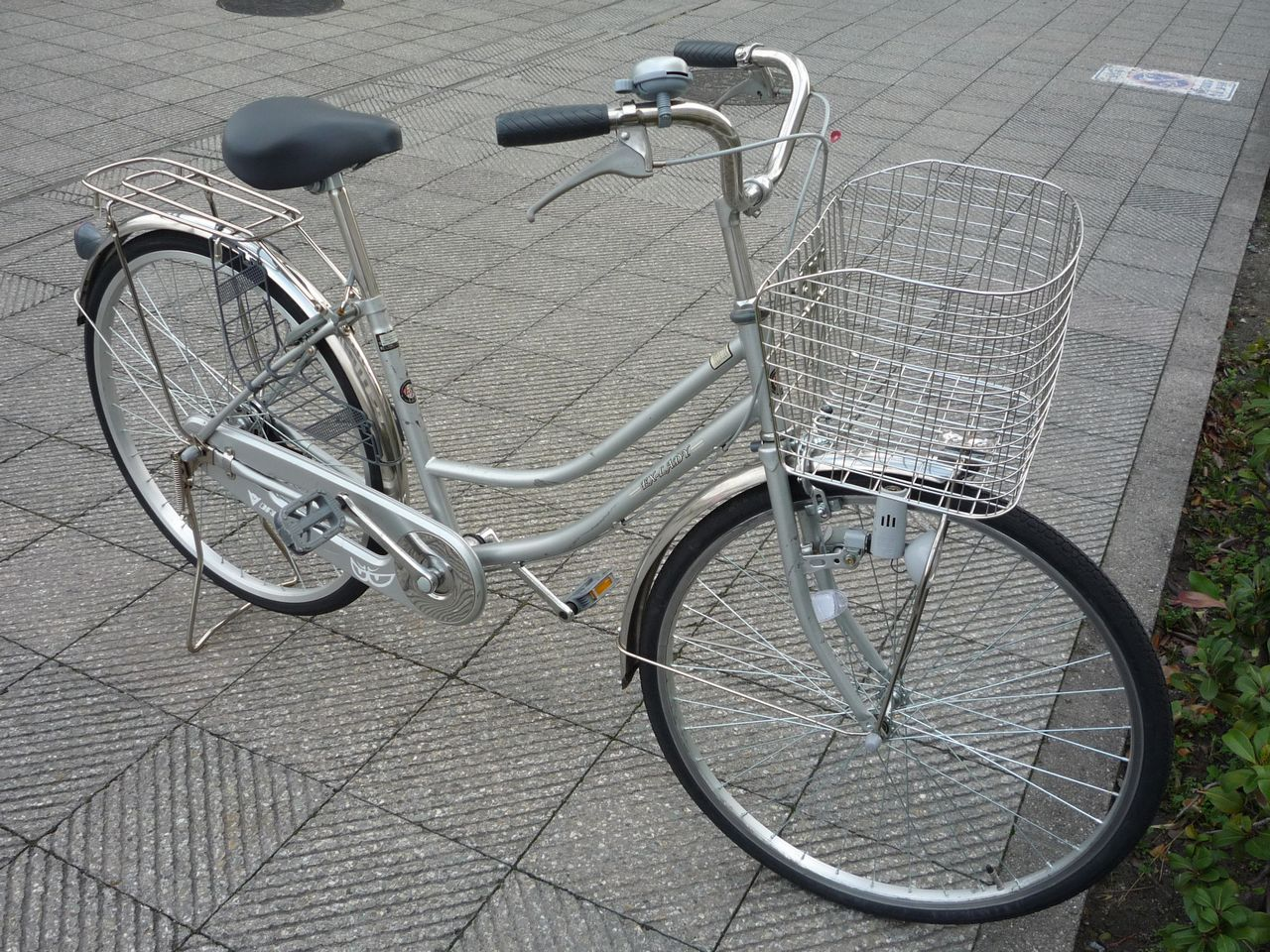
Una bicicleta

El río Segura pasa por Alcantarilla dando lugar al paraje natural del Agua Salá, donde hay un manantial de aguas medicinales. Antiguamente se podía ir en una pequeña embarcación hasta Murcia y viceversa o hasta Molina de Segura. El servicio se suprimió por el progresivo descenso en el caudal del río que hizo imposible su continuidad.
En la Base Aérea de Alcantarilla hay un aeropuerto de uso militar. Aunque está cerrado al uso civil sus pistas están disponibles para alguna emergencia. Sobre el parque municipal de bomberos hay un helipuerto.
Alcantarilla dispone de parada de taxis 24 horas situada en el ya tradicional céntrico punto de Entrevías, detrás de El Cepo, un bar abierto a mediados del s. XIX y aún en funcionamiento.
Aunque se lleva años proponiendo un carril bici para el futuro "parque lineal" o "pulmón verde" que recorrería el centro desde "Las Tejeras" hasta el paraje del Agua salá pasando por el centro de entrevías, no se está ejecutando obra alguna en ese recorrido. Sin embargo, en el municipio vecino de Murcia sí que está ya terminado el carril bici que va desde la Contraparada hasta el Malecón, con una longitud de 12 km. Este carril va paralelo al cauce del río Segura, por lo que pasa por las afueras de Alcantarilla.

### Sanidad
- Centro de salud de Alcantarilla-Casco: es un ambulatorio con servicio de urgencias operado por el Servicio Murciano de Salud dentro del Sistema Nacional de Salud de España. A pesar de su nombre, se ubica en el borde este del casco, en la calle alcalde Pedro Cascales Vivancos, y da servicio a los barrios nobles de la ciudad vieja (San Roque y San Pedro) y a los ensanches de Florentino Gómez y La Esencia.
- Centro de salud de Alcantarilla - Sangonera la Seca: es el ambulatorio que presta servicios médicos de consulta a mayoría de los barrios de Alcantarilla (distrito 1, secciones censales: 7, 8, 10, 11, 12, 13, 14, 15, 17, 18, 21, 22, 23 y 24), Sangonera la Seca, Barqueros y Cañada Hermosa. Se ubica en la calle de Nuestra Señora del Carmen, junto al parque de Bomberos. A pesar de su centrada localización para dar servicio a la ciudad y a las pedanías anteriores, el servicio de urgencias se eliminó de esta zona y se trasladó al borde este del municipio, cerca del barrio noble de San Pedro

### Deporte
- Pistas de atletismo de la ciudad deportiva Ángel Sornichero: Son dos pistas de atletismo gratuitas.[35]
- Pista polideportiva Barrio Florentino Gómez: frente al colegio Samaniego, en el barrio Florentino Gómez (junto al de barrio noble de San Pedro) es utilizada por el centro de enseñanza durante el horario lectivo y por los vecinos del barrio una vez terminadas las clases. En la web del Ayuntamiento se indica su gratuidad.[36]
- Ciudad deportiva Ángel Sornichero: en ella se ubican el Pabellón Fausto Vicent, obra de Terol; el campo de fútbol donde disputa sus encuentros como local el Alcantarilla FC; la pista de atletismo; las pistas de tenis y las piscinas municipales de verano abandonadas y sin uso desde hace años junto a un área de recreo y esparcimiento.
- Municipal Manuel Ruiz Pérez: El complejo deportivo cuenta con un campo de fútbol de césped artificial además de contar también con una pista de atletismo y otra pista exterior de césped artificial para realizar running. Disputa sus encuentros como local el CF Vistabella Alcantarilla.
- Pabellón Santiago Tomás Magritas: es un recinto cubierto donde se practican habitualmente fútbol sala y gimnasia rítmica. Recibe el nombre del único futbolista nacido en la Villa que ha llegado a vestir la camiseta de la Selección Española de Fútbol y que jugó en el Real Madrid Club de Fútbol entre otros. En él juega como local el CFS Alcantarilla
- Pabellón Jara Carrillo: se localiza en la zona de Entrevías y en él se juega a fútbol sala, baloncesto y vóley. Es sede de la Asociación de Amigos del Fútbol de Alcantarilla.
- Pabellón Andrés Francés Teruel (La Salud): se encuentra junto al colegio Nuestra Señora de la Asunción. Actividad principal: Fútbol-Sala, Baloncesto y Vóleibol
- Pabellón José Antonio Abellán]: Con nombre del famoso locutor deportivo madrileño de la Cadena COPE, este pabellón está situado junto al colegio Campoamor. Su uso está destinado a los alumnos del colegio durante el horario lectivo y fuera de ese horario puede ser utilizado por el resto de ciudadanos del municipio.
- Pabellón Pedro Agustín Pérez Guirao: Junto al colegio privado-concertado Samaniego. En la web del Ayuntamiento se destaca que su uso está destinado a los alumnos del colegio privado-concertado durante el horario lectivo, pero no especifica si se cobra por hacer deporte en el recinto, omisión debida posiblemente a su reciente construcción.
- Piscinas cubiertas municipales: son dos piscinas de pago, una de ellas semiolímpica, que abren al público durante todo el año y donde se puede practicar desde natación hasta baño de recreo.

En Alcantarilla existe una gran afición al deporte, de ahí que se puedan encontrar 4 equipos de fútbol y fútbol sala, 1 de baloncesto, un Club de Natación, un equipo de atletismo, y varias escuelas de tenis y pádel.

### Religión, arte y cultura
- Universidad de Murcia

Desde 2007 el municipio cuenta con una extensión permanente de la UMU en la calle de los Carros, 37, sede universitaria donde se celebran actividades permanente del fomento de la cultura y el deporte.
- Religión:

Museo procesional: situado junto a la iglesia de San Pedro y al que se puede acceder tanto desde la vía pública como desde el interior del propio templo, alberga algunas de las tallas y tronos que procesionan durante la Semana Santa. La exposición se complementa con túnicas de las principales cofradías y hermandades, así cómo, con los carteles ganadores del concurso que todos los años realiza el Ayuntamiento para promocionarla.
- Arte y Cultura:

Museo Etnológico de la Huerta: Situado junto a la Rueda de Alcantarilla
Centro cultural Infanta Elena: sito en la calle de los Carros, junto a la casa sindical. Es un multicentro que alberga distintas actividades relacionadas con el arte y la cultura a través del ocio. Es sede de la escuela municipal de folklore, de la escuela municipal de música y de la banda de música de Alcantarilla.
Asociación Amigos de la Música de Alcantarilla: la Banda de Música de Alcantarilla fue fundada en 1995. Desde entonces, la presencia de esta en los actos más importantes de Alcantarilla ha sido permanente. Esta agrupación ha intervenido en festivales de toda la Región de Murcia y en otros lugares de España, como Sevilla, donde realizó un concierto en 2001. Ha obtenido también el Primer Premio en el Certamen Regional de Bandas de Bullas y en el Nacional de Murcia en el año 2003. Y fue muy destacable su participación en Certamen Internacional de Bandas de Música de Valencia en 2004.
Concurso Nacional de Música de Cámara Francisco Salzillo: se celebra desde 2001 y su fin es promocionar este tipo de música culta. Es uno de los principales acontecimientos musicales de la Región.

## Monumentos y lugares de interés

### Monumentos religiosos
- Iglesia parroquial de la Asunción
- Convento de los Mínimos

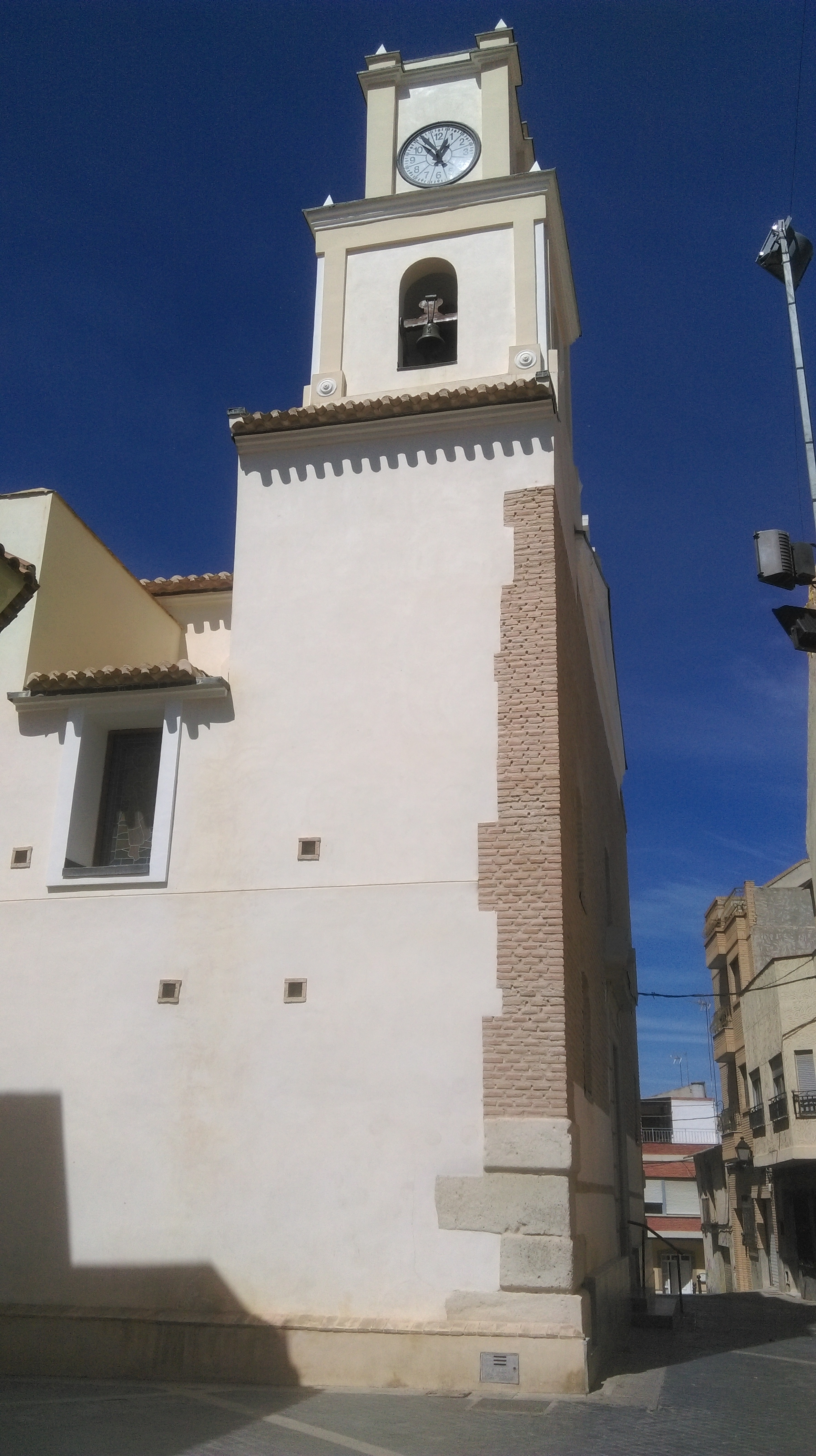
Torre de la iglesia de San Roque

- Iglesia parroquial de San Roque
- Iglesia parroquial de San Pedro Apóstol
- Ermita de Nuestra Señora de la Salud
- Ermita Nuestra Señora de la Paz
- Ermita de la Voz Negra
- Monumento a los Caídos
- Monumento al Nazareno

### Monumentos civiles

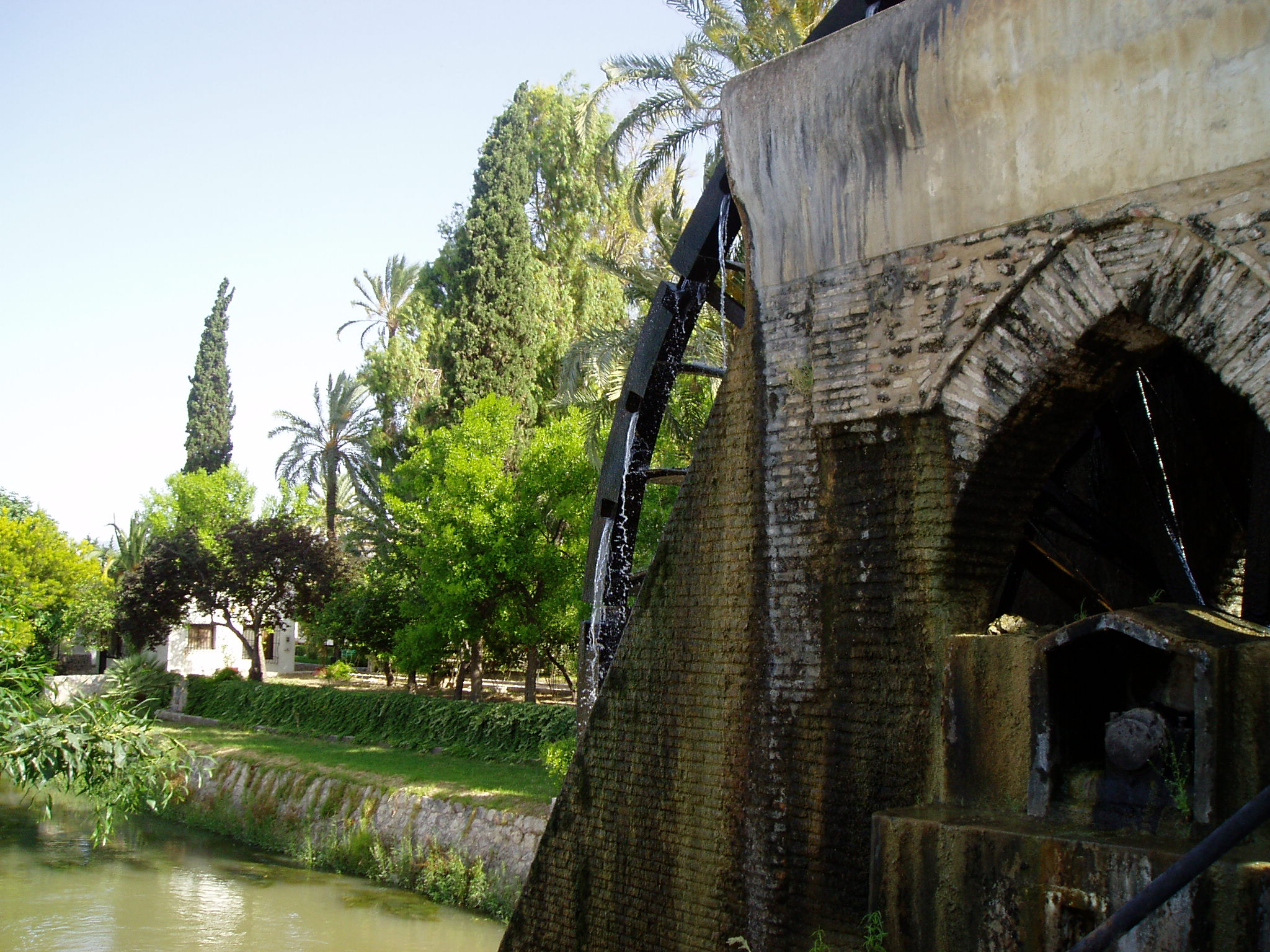
Noria o Rueda de Alcantarilla sobre la Acequia Mayor Alquibla (o de Barreras), con el Museo Etnológico de la Huerta al fondo

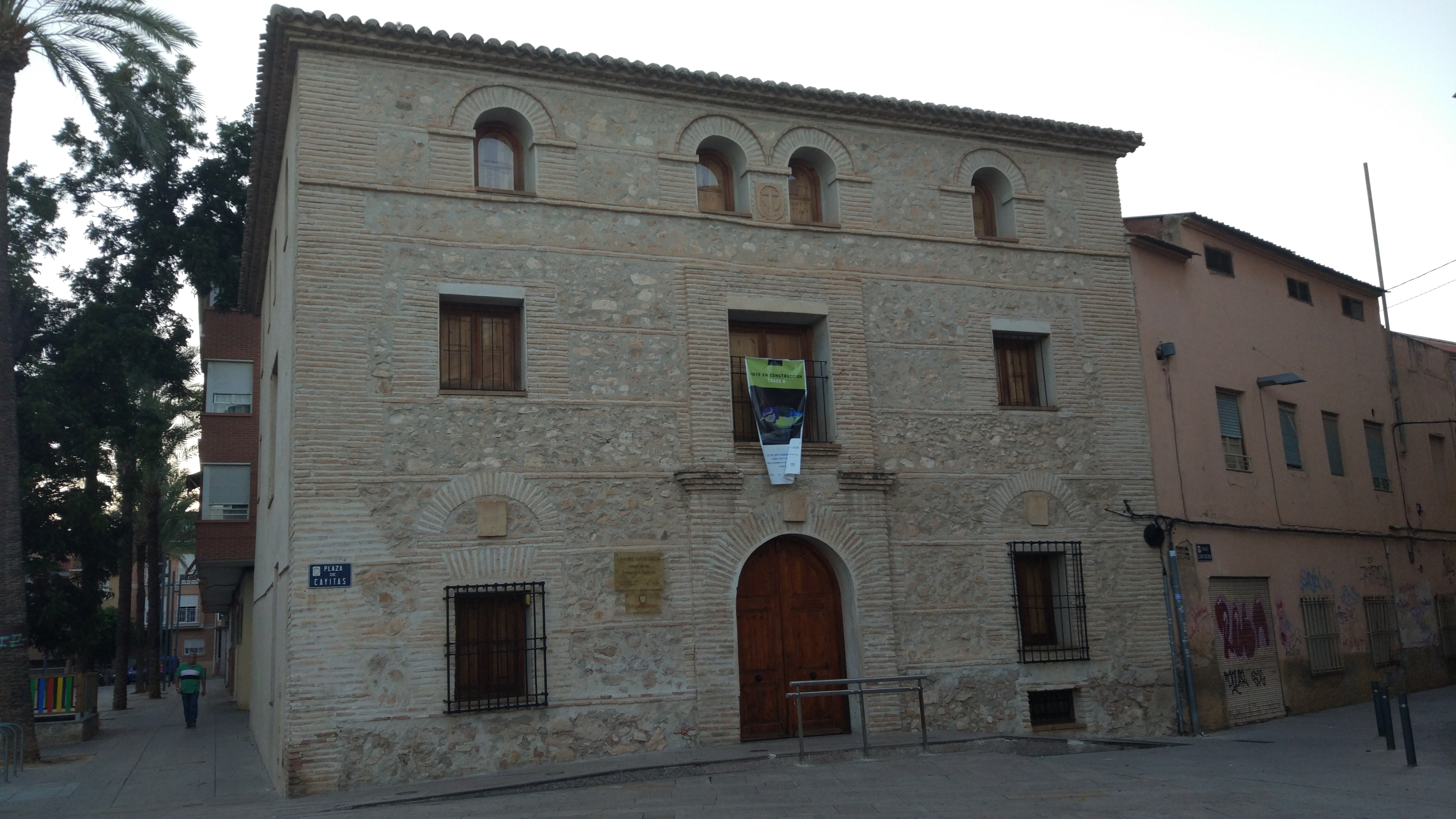
Casa Cayitas o de la Inquisición

- La Rueda de Alcantarilla: la actual rueda, de hierro, sustituyó a la antigua de madera de tiempos de los árabes. Cuando las aguas de la Acequia de Barreras son elevadas, se distribuyen por un espectacular acueducto hasta las distintas acequias de la huerta de Alcantarilla.
- Museo Etnológico de la Huerta: situado en la avenida del Príncipe, se trata de un recinto que muestra el hábitat tradicional de la huerta de Murcia, además del museo propiamente dicho y la presencia de la Rueda de Alcantarilla. El 18 de junio de 1982 se declaró "monumento histórico-artístico nacional" a todo el conjunto.
- Puente de las Pilas: una de las construcciones más antiguas de la villa. Es un pequeño puente que cruza la Acequia de Barreras, declarado Bien de Interés Cultural.
- El acueducto de las Zorreras: Acueducto originario del siglo XII por el que la Acequia Mayor Alquibla o de Barreras (y la acequia Dava en su momento) salva la rambla de las Zorreras. La parte más antigua corresponde a la central, del siglo XII, por donde discurre la Acequia Alquibla o de Barreras. La fachada oeste parece ser una ampliación del siglo XIII que podría corresponder al antiguo cauce de la acequia del Turbedal. La fachada situada al este estaría datada en el siglo XVIII como un nuevo acueducto adosado para la acequia Dava. Se encuentra situado en la mitad del camino que va desde Alcantarilla hasta la vecina población de Javalí Nuevo.[37]
- Casa Cayitas: Se la conoce también como la Casa del Santo Oficio, aunque popularmente es más conocida con el nombre de las Cayitas, que recibe por las últimas propietarias del palacete que lo habitaron entre finales del siglo XIX y comienzos del siglo XX, Doña Caya Arias Castellanos, y después Doña Caya López Arias. Está ubicada en la calle Cartagena y fue construida en el siglo XVIII, albergando durante largo tiempo el Tribunal Comarcal de la Santa Inquisición. En 1982 fue declarada Monumento Histórico Artístico de carácter nacional y restaurada. En la actualidad es sede de la biblioteca municipal de Alcantarilla.
- Casa de los Cobarro: en calle Mayor esquina con calle de las Eras, perteneció a uno de los industriales murcianos más importantes del siglo XX. Actualmente sólo se conserva su fachada modernista construida en mármol. Los Cobarro contaban con otra casa modernista que sigue en pie en la calle de la Nona, datada entre 1905 y 1910 y atribuida a Pedro Cerdán.[38]
- Casa Vicent: en calle Mayor esquina con plaza de la Constitución, es uno de los más importantes ejemplos de arquitectura modernista murciana de comienzos del siglo XX.

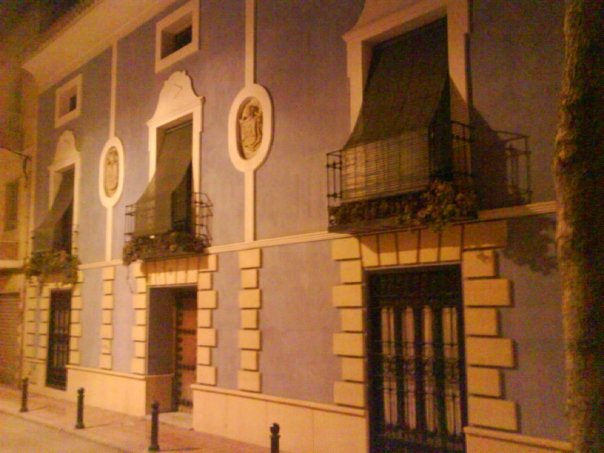
Mansión de Terol

- Mansión de Terol (o "cuartel viejo"): sita en calle del Cura, frente a la plaza de San Pedro, es un imponente edificio de tres plantas de gruesos muros del siglo XVIII. En sus inicios fue la casa del cura Saavedra. La fachada cuenta con los escudos de armas de algunas de las nobles familias que la han habitado, como los Sánchez-Avilés y los Riquelme. Durante el siglo XX el edificio fue cuartel de caballería de la Guardia Civil y posteriormente es abandonado. En la década de 1980 es adquirida por el arquitecto Andrés Terol Díaz (1944-1996) quien acomete una importantísima restauración y amplia el edificio dándole su actual forma en L. En su interior posee una espectacular escalera de caracol y una arcada en su patio. Tiene también salida a la calle posterior, donde dan las cocheras y la entrada de servicio.
- Casa de Carides: Otro ejemplo de mansión modernista atribuida a Pedro Cerdán. Se sitúa en la calle Mayor, junto a los restos de la fábrica de Carides, uno de los grandes industriales conserveros del siglo XX en Alcantarilla, y a unas viviendas sociales impulsadas por éste.
- Fábrica Esteva: Construida en 1905. Tras años abandonada, está siendo rehabilitada para acoger el Museo de la Conserva.[39]
- Estaciones: como nudo ferroviario tradicional que es Alcantarilla cuenta con varias estaciones. La más antigua es la de Alcantarilla-Campoamor que era cabecera de la línea Alcantarilla-Lorca-Baza operada por una compañía privada. En 1941 fue absorbida por la RENFE y cerrada en la década de 1970 cuando se desmantelan las vías a su paso. Se derribó en 2004, sustituyéndose por un edificio de viviendas privado. Le sigue la estación de Alcantarilla-Villa en la línea Chinchilla-Cartagena, hoy sin uso. En su entorno hay una antigua terminal de cargas y una casa-torre conocida como "Casa de José María Precioso", verdadera "joya" de la revolución industrial. El Chalet de José María Precioso y el edificio de la estación son ejemplos de arquitectura modernista de finales del siglo XIX y comienzos del siglo XX, tiene unas dimensiones de 16x18 metros en planta, y se distribuye alrededor de un patio central en dos alturas que conforma una tipología conocida como casa-torre, frecuente en la periferia de Murcia y en el Campo de Cartagena. En la actualidad, estos edificios así como su entorno están en un estado de abandono y permanente vandalismo.[40]
- La calle Mayor: es el eje central de la ciudad. En ella se ubican tiendas, bancos, supermercados... Durante el periodo 1939-1975 se denominó avenida del Generalísimo en su primer tramo (hasta el paso a nivel) y avenida de Primo de Rivera en el segundo. Fue precisamente Primo de Rivera quien durante su Gobierno empedró la calle que hasta entonces era de tierra[cita requerida]. Dicho empedrado junto con las vías del tranvía se levantaron para soterrar el alcantarillado y las tuberías del gas.[cita requerida]
- Refugios de la Guerra: ya que en Alcantarilla hay varios objetivos militares (Fábrica de la Pólvora, Base aérea, Brigada de Paracaidismo...) fue objeto de bombardeos durante la guerra civil española. Dos importantes refugios se conservan: uno al final de la calle de los Carros y otro bajo la plaza de la Asunción de Campoamor. Ambos supuestamente no visitables ya que sus bocas están tapiadas.
- Círculo Industrial Casino de Alcantarilla: Fundado el 13 de junio de 1879.
- Otros: plaza de Abastos de San Pedro, Casón del ayuntamiento, Museo Procesional, edificio de Correos y Telégrafos, edificio del Nuevo Rico, el puente de la Pólvora, las Casas Balaustradas (debido a las malas políticas urbanísticas algunos de estos edificios ya no se encuentran entre nosotros).

## Cultura

### Gastronomía
- Tortas de recao (típicas en Navidad)
- Ensaladas con verduras crudas
- Ensalada alcantarillera
- Zarangollo
- Pimientos rellenos
- Arroz y habichuelas
- Arroz y verduras
- Croquetas de bacalao (típicas en Cuaresma)
- Olla gitana
- Michirones
- Gachasmigas con tropezones de fiambre y sardina
- Sémola
- Ajo de mortero
- Torrijas
- Paparajotes

### Fiestas

#### Fiestas de la Bruja

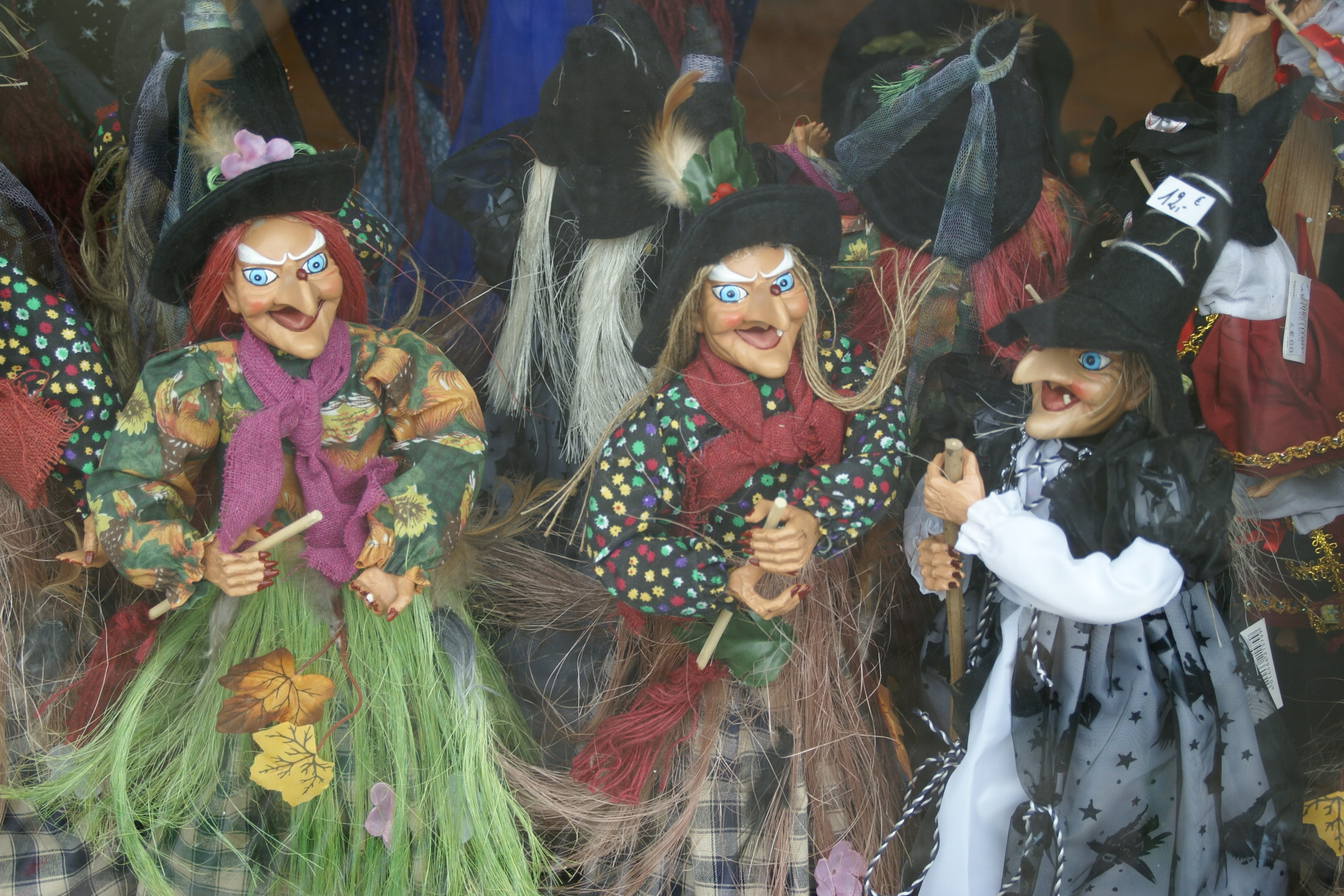
Brujas, símbolos de las fiestas de Alcantarilla

Como preparativo de las fiestas, a mediados de marzo, se eligen las Reinas mayor e infantil. Normalmente, cada peña suele presentar a concurso una Dama mayor y una infantil. Durante el fin de semana previo a las fiestas, que se celebran durante casi todo el mes de mayo, se instala un Mercado Medieval en la parte alta del barrio más antiguo y con más solera de la localidad, el barrio de San Roque, en el que el visitante se introduce en la época de la Inquisición y de la brujería. De lleno en la última semana de mayo, se dan cita en la localidad impresionantes desfiles de peñas, espectáculos y una gran variedad de actos religiosos en honor a la patrona de la localidad, Nuestra Señora de la Salud. En el recinto de fiestas, se instala un parque de atracciones, donde los más pequeños y no tan pequeños disfrutan de las atracciones, casetas de tiro y tómbolas, además de degustar la gastronomía típica en los merenderos.
El encargado o engargada de dar el pistoletazo de salida de las fiestas siempre ha sido un personaje de ámbito popular ya sea de televisión o radio, de la talla de Carolina Cerezuela en 2008 o Los Morancos en 2009. En los últimos años, la crisis económica ha llevado a que el tradicional pregón se haya transformado en un simple chupinazo. Actos como la Noche de la Copla, por donde han pasado artistas de la talla de Isabel Pantoja o Charo Reina, o el Festival Internacional de Tango, incluso han sido eliminados de la programación, que ha perdido un gran atractivo tanto para habitantes como para visitantes. Actos que están aguantado el chaparrón de la crisis económica son el prestigioso Festival Internacional de Folcklore "Villa de Alcantarilla", el Festival de Humor "Alkantara-Villa", la tradicional Caza y el Juicio a la Bruja, la Ofrenda de Flores a la Virgen y Exaltación Huertana.
En años anteriores, se sucedían en el recinto de fiestas conciertos gratuitos de artistas de primer nivel, seña de identidad de las Fiestas de la Bruja. Algunos artistas que han pasado por la Fiestas de Mayo han sido Luis Fonsi, Miguel Bosé, La Oreja de Van Gogh, Melendi, Andy y Lucas, Carlinhos Brown, Fangoria, Mägo de Oz o Mojinos Escozios, entre otros. Hasta su desaparición, todos los conciertos mantenían un carácter gratuito año tras año. El hueco que dejaron los masivos conciertos ha sido ocupado por la contratación de DJs para amenizar las largas noches de fiesta y diversión. Ya casi anunciando el final de las fiestas, a lo largo de toda la calle Mayor, tiene lugar el conocido Desfile de Carrozas donde participan comparsas, grupos y más de veinte carrozas que reparten cientos de miles de juguetes a los asistentes. Hasta ahora, éstas son las peñas que integran la Federación de Peñas Festeras de Alcantarilla: "Azabache" "El Chache y sus Sobrinos", "Zeus", "Santa Inquisición", "Atenea", "Veintitantos", "Los Duendes", "Los Que Faltban", "El Clavel", "El Barco", "Akelarre", "Los Magos", "Los Brujos", "Akelarre", "La Cosa Nostra", "El Hechizo", "La Hermandad", "Baco", "Mandrágoras", "Piscis", "Sacro Imperio" y "Draco".
Tras el multitudinario Desfile de Carrozas tiene lugar en la céntrica plaza Adolfo Suárez el espectáculo de la Quema de la Bruja. Miles de personas se agolpan en torno a una gran bruja de cartón piedra, que durante todas las fiestas ha sido buscada y juzgada, y que arde poniendo punto final a las fiestas y dejando después un gran castillo de fuegos artificiales. Actualmente, las tan conocidas Fiestas de la Bruja ostentan la declaración de Interés Turístico en la Región de Murcia, aunque la Concejalía de Festejos del Ayuntamiento de Alcantarilla y la Federación de Peñas Festeras están trabajando conjuntamente con el Ministerio de Cultura para conseguir la Declaración de Interés Turístico Nacional.

#### Fiestas en los barrios
Cada barrio del municipio tiene también sus propios días de fiesta (generalmente, tres o cuatro días), que giran en torno al patrón o patrona del barrio en cuestión. Se sucenden multitud de actos lúdicos, como por ejemplo, verbenas populares, charamitas, dicotecas móviles para los más jóvenes, concursos de paellas o migas, juegos populares, etc., así como actos religiosos destacando la procesión del patrón o patrona del barrio.
- Barrio de San Roque, a mediados de agosto. Son las fiestas más antiguas de la ciudad.
- Barrio de San Pedro Apóstol, en honor a San Pedro Apóstol, a últimos de junio; y en honor al Beato Andrés Hibernón, a mediados de abril.
- Barrio de La Torrica, en honor a San Juan Bautista, a últimos de junio.
- Barrio de Campoamor (norte), en honor a Nuestra Señora de la Asunción, a mediados de agosto.
- Barrio de Campoamor (sur), en honor a San Pancracio, a comienzos de mayo.
- Barrio de Florentino Gómez, en honor a Nuestra Señora del Carmen, a mediados de julio.
- Barrio de Las Tejeras, en honor a la Nuestra Señora de la Paz, a últimos de enero.
- Barrio de San José Obrero, a comienzos de mayo.
- Barrio del Cabezo Verde, en honor a San Juan Bautista, a últimos de junio.

#### Semana Santa
La Semana Santa de Alcantarilla comienza a calentar motores a mediados de febrero, cuando tienen lugar diversos actos en honor a la figura del Nazareno, así como la presentación de la Revista de la Semana Santa de Alcantarilla. Durante las semanas previas a la Semana Santa tienen lugar varios actos que organizan las hermandades y cofradías que forman la Junta de Hermandades Pasionarias de Alcantarilla, como besapiés, Vía Crucis penitenciales o misas en honor a los difuntos de las agrupaciones. El Domingo de Pasión se llena de un sentimiento cofrade juvenil en el traslado del Santísimo Cristo de la Esperanza, también conocido como el Cristo de los Estudiantes, desde la iglesia de San Pedro Apóstol hasta el IES Francisco Salzillo, donde permanecerá hasta Jueves Santo.
El primer cortejo religioso que tiene lugar el Viernes de Dolores, donde miles de feligreses acompañan alumbrando con velas a la Nuestra Señora de los Dolores por las calles de la localidad. El Sábado de Pasión tiene lugar el tradicional traslado del Santísimo Cristo del Consuelo desde su capilla del cementerio municipal hasta la iglesia de San Pedro Apóstol. Las procesiones y bendiciones de las típicas palmas en los barrios de San Roque y Campoamor protagonizan la mañana del Domingo de Ramos, mientras que por la tarde se celebra la Procesión de la Entrada Triunfal de Jesús en Jerusalén.
La noche de Lunes Santo tiene lugar la Procesión de la Misericordia desde la iglesia de Nuestra Señora de la Asunción, la única procesión de la Región de Murcia donde los pasos del Santísimo Cristo de la Salud y Misericordia y Nuestra Señora de la Consolación son llevados al estilo andaluz, es decir, los costaleros portan el trono ocultados debajo del trono. El Martes Santo, la Procesión de la Penitencia llena de sentimiento las calles de la localidad, cuando miles de penitentes acompañan al Santísimo Cristo de Medinaceli portando cruces al hombro o descalzos en signo de promesa. La Procesión del Silencio tiene lugar el Miércoles Santo, en la que el Santísimo Cristo de la Buena Muerte procesiona por el barrio de Campoamor y que, a cuyo paso, el alumbrado público se va apagando creando un ambiente de duelo. Los nazarenos a cara cubierta portan a Cristo recién muerto y la solemnidad sólo se ve rota por el sonido de un tambor.
La iglesia de San Pedro Apóstol es el punto de salida y llegada de las dos procesiones más importantes y multitudinarias de la Semana Santa de Alcantarilla, las de Jueves Santo y Viernes Santo. En la tarde de Jueves Santo, Nuestro Padre Jesús Nazareno desfila junto con nueve pasos. La plaza de San Pedro Apóstol aguarda pacientemente la recogida de la procesión pasada la medianoche, cuando el Santísimo Cristo de la Esperanza, San Juan Evangelista y la Santísima Virgen del Primer Dolor se encuentran en un emotivo cruce de caminos hacia el Calvario ante los ojos de miles de cofrades y visitantes. Al anochecer la tarde de Viernes Santo, el Santo Entierro desfila en una urna y escoltado por la Policía Nacional, junto con ocho pasos más y realizando el mismo recorrido que la procesión de Jueves Santo.
La última procesión es la de Domingo de Resurrección, cuando en la plaza Adolfo Suárez se encuentran Cruz Triunfante, Nuestro Señor Jesucristo Resucitado, San Juan Evangelista y Nuestra Señora de Amor Hermoso minutos antes del mediodía procedentes de las Iglesias de San Pedro Apóstol y de Nuestra Señora de la Asunción. La alegría y el júbilo toman la plaza en la forma de un espectacular baile de tronos, además de una suelta de palomas y de una gran traca. Posteriormente, los cuatro pasos se dirigen en una procesión conjunta hasta la plaza de San Pedro donde vuelven a ser enaltecidos y vitoreados, poniendo punto final a la Semana Santa de Alcantarilla hasta el año siguiente.
La Junta de Hermandades Pasionarias de Alcantarilla está compuesta por las siguientes hermandades y cofradías:
- Hermandad del Santísimo Cristo del Consuelo
- Cofradía del Santísimo Cristo de la Salud y Misericordia y Nuestra Señora de Gracia
- Hermandad de la Virgen del Primer Dolor
- Hermandad de San Juan Evangelista
- Archicofradía del Santísimo Cuerpo de Cristo "Señor del Mundo" y Santo Entierro
- Hermandad de Nuestra Señora de los Dolores y del Santísimo Cristo de la Piedad
- Cofradía de Nuestro Señor Jesucristo Resucitado
- Real Hermandad de Nuestro Padre Jesús Nazareno y Cristo del Calvario
- Hermandad de Nuestro Señor de la Columna y el Descendimiento
- Cofradía del Santísimo Cristo de la Buena Muerte.
- Cofradía de la Penitencia de Nuestro Padre Jesús de Medinaceli y Nuestra Señora de la Esperanza Macarena
- Hermandad de San Pedro Apóstol y Santísimo Cristo de la Esperanza

#### Carnaval
Tras auténticos años de esplendor, el Carnaval de Alcantarilla ha ido perdiendo brillantez a lo largo de los últimos años. En el recuerdo quedarán los preparativos que comenzaban a mediados de noviembre con la celebración de la Gala de elección de los Carnavaleros que protagonizarían el Carnaval de Alcantarilla el año siguiente. Además, tanto el vistoso Desfile nocturno de las comparsas locales como el entrañable Desfile infantil de Carnaval, donde participaban más de 1500 niños de todos los centros escolares del municipio, han desaparecido del programa propuesto por el ayuntamiento.
Actualmente, el color y la alegría que caracteriza esta celebración se manifiesta únicamente en el tradicional Desfile-Concurso de Carnaval que tiene lugar la mañana del domingo anterior al Martes de Carnaval. En él participan todas las comparsas locales y otras tantas venidas de otros lugares de la geografía murciana, así como de fuera de la Región. La gente se aglutina a ambos lados de los casi dos kilómetros de longitud de la calle Mayor para disfrutar de las coreografías de las más de 40 comparsas que componen el desfile. Un jurado valora las coreografías y la originalidad de cada comparsa y al término del desfile se entregan distintos premios que ascienden a más de 2000€.

#### Medios de comunicación
- Portal de Noticias: AlcantarillaTV.es
- Prensa escrita: 7 Días
- Televisión y Telefonía por Cable (TVA): Televisión de Alcantarilla (TVA)
- Radio: RadioSintonía, en la 107.8FM de Murcia
- En Internet: página oficial del Ayuntamiento y perfil en la red social Facebook usado por los vecinos Villa de Alcantarilla
- Otros Medios que también cubren la información en Alcantarilla: Vegamediapress